# Rabiea
Rabiea es un género con nueve especies de plantas suculentas perteneciente a la familia Aizoaceae.

## Taxonomía
El género fue descrito por  Nicholas Edward Brown, y publicado en The Gardeners' Chronicle, ser. 3 88: 279. 1930. La especie tipo es: Rabiea albinota (Haw.) N.E.Br. 

## Especies
- Rabiea albinota (Haw.) N.E.Br.
- Rabiea albipuncta (Haw.) N.E.Br.
- Rabiea carolinensis (L.Bolus) N.E.Br.
- Rabiea cibdela (N.E.Br.) N.E.Br. & N.E.Br.
- Rabiea comptonii (L.Bolus) L.Bolus
- Rabiea difformis (L.Bolus) L.Bolus
- Rabiea jamesii (L.Bolus) L.Bolus
- Rabiea lesliei N.E.Br. & N.E.Br.
- Rabiea tersa N.E.Br. & N.E.Br.